# Fritz Buchloh
Fritz Buchloh (26 de novembro de 1909 - 22 de julho de 1998) foi um futebolista alemão que competiu nas Copa do Mundo FIFA de 1934 e 1938.